# Шумилов Тит Іванович
Тит Іванович Шумилов (1905, село Янжулівка, тепер Семенівський район Чернігівської області — ?) — радянський військовий діяч, політпрацівник, полковник. Депутат Верховної Ради УРСР 2-го скликання.

## Біографія
Народився у 1905 (за деякими даними — 1908) році.
З 1927 по 1930 рік служив у Червоній армії.
Член ВКП(б) з 1928 року.
З 1936 року — у Червоній армії на військово-політичній роботі. У вересні 1939 року був учасником захоплення Західної України радянськими військами.
Учасник німецько-радянської війни з червня 1941 року. Служив відповідальним секретарем армійської партійної комісії 5-ї армії, а з жовтня 1941 року — начальником організаційно-інструкторського відділення політичного відділу 38-ї армії Південного фронту. З грудня 1942 року — начальник політичного відділу 126-ї стрілецької дивізії 51-ї армії Південного фронту. З червня 1943 року — начальник політичного відділу і заступник командира 54-го стрілецького корпусу 51-ї армії. Воював на Південно-Західному, Сталінградському, Південному, 3-му і 4-му Українському фронтах. На травень 1945 року — заступник командира 104-го стрілецького корпусу із політичної частини Південної групи радянських військ у окупованій Австрії.
Після закінчення війни — на відповідальній військово-політичній роботі в Радянській армії.
Потім — у відставці.

## Звання
- старший батальйонний комісар
- підполковник
- гвардії полковник

## Нагороди
- орден Червоного Прапора (27.07.1945)
- орден Вітчизняної війни І ст. (20.11.1943)
- орден Вітчизняної війни ІІ ст. (6.04.1985)
- орден Червоної Зірки (9.04.1943)
- ордени
- медаль «За бойові заслуги» (4.03.1942)
- медаль «За оборону Сталінграда» (1943)
- медалі